# 海因里希·梅德罗
海因里希·梅德罗（德語：Heinrich Mederow，1945年9月20日—），德国男子赛艇运动员。他曾代表东德参加1972年夏季奥林匹克运动会赛艇比赛，获得男子八人单桨有舵手铜牌。